# Kantirix
Kantirix är en ort i Mexiko.   Den ligger i kommunen Tepakán och delstaten Yucatán, i den östra delen av landet, 1 100 km öster om huvudstaden Mexico City. Kantirix ligger 11 meter över havet och antalet invånare är 156.
Terrängen runt Kantirix är mycket platt. Runt Kantirix är det ganska tätbefolkat, med 65 invånare per kvadratkilometer. Närmaste större samhälle är Izamal, 10,6 km söder om Kantirix. Trakten runt Kantirix består till största delen av jordbruksmark.